# Selección de balonmano de la República Checa
La selección de balonmano de la República Checa es el equipo formado por jugadores de nacionalidad checa que representa a la Federación Checa de Balonmano en las competiciones oficiales organizadas por la EHF, la IHF y el Comité Olímpico Internacional (COI).

## Historial

### Juegos Olímpicos
- 1996 - No participó
- 2000 - No participó
- 2004 - No participó
- 2008 - No participó
- 2012 - No participó
- 2016 - No participó
- 2020 - No participó

### Campeonatos del Mundo
- 1995 - 8.ª plaza
- 1997 - 11.ª plaza
- 1999 - No participó
- 2001 - 18.ª plaza
- 2003 - No participó
- 2005 - 10.ª plaza
- 2007 - 12.ª plaza
- 2009 - No participó
- 2011 - No participó
- 2013 - No participó
- 2015 - 17.ª plaza
- 2017 - No participó
- 2019 - No participó
- 2021 - Renunció[1]
- 2023 - No participó

### Campeonatos de Europa
- 1994 - No participó
- 1996 - 6.ª plaza
- 1998 - 10.ª plaza
- 2000 - No participó
- 2002 - 8.ª plaza
- 2004 - 11.ª plaza
- 2006 - No participó
- 2008 - 13.ª plaza
- 2010 - 8.ª plaza
- 2012 - 14.ª plaza
- 2014 - 15.ª plaza
- 2016 - No participó
- 2018 - 6.ª plaza
- 2020 - 12.ª plaza
- 2022 - 13.ª plaza
- 2024 - 15.ª plaza